# 上海東方芸術センター
上海東方芸術センター（簡体字中国語: 上海东方艺术中心、拼音: Shànghǎi Dōngfāng Yìshù Zhōngxīn）は、中国および 上海市における主要な舞台芸術・文化施設の1つである。浦東行政文化地区の世紀大道に隣接し、2004年末に正式に開業した。近年の中国における西洋および中国の伝統芸術形式の成長を象徴する建物の1つである。

## 公演
2005年のベルリン・フィルハーモニー管弦楽団の上海コンサートを皮切りに、様々な文化的音楽的公演を催している。正式なコンサート公演会場であり、中央歌劇院による西洋オペラも上演されている。

## 建物
フランス人建築家のポール・アンドリューと浦東建築設計研究院有限公司による、建築芸術性と機能性を融合した設計となっている。ガラスファサードは穴の空いた金属シートを合わせガラスで挟んでいる。1つ1つが「花びら」を思わせる、5つの連結した半球状のホールは、それぞれエントランス・ホール、パフォーマンス・ホール、コンサート・ホール、エキシビション・ホール、オペラ・ホールにわかれており、上空から見ると蝶もしくは胡蝶蘭のような形状をしている。来館者が迷わないように、館内ではそれぞれのセグメントごとに色別けされた小石で飾り付けられた壁によって仕切られている。
御影石を使用した重い色合いの床と贅沢に設えられた家具類、中に金属シートを挟んだガラス張りの壁から淡く差し込む太陽光により、森のなかにいるような感覚を覚える。
ハイテクを駆使した天井部分は、公演内容の性格に合わせ夜の間色を変化させることができる。そのほか、展示場、音楽ショップ、レストランなどの付随施設も整っていることが特徴的である。